# Apodora papuana
Apodora papuana là loài duy nhất trong chi Apodora. Nó có mặt ở New Guinea. Không có phân loài nào hiện được công nhận.

## Mô tả
Đây là một loài rắn lớn, con trưởng thành đạt chiều dài đến 5 m (17 feet). Tuy vậy, chúng không nặng như nhiều loài trăn khác, đạt chưa tới 22,5 kg (50 lb). Chúng nổi bật ở khả năng đổi màu, dù lí do và cách thức thì chưa sáng tỏ. Có vẻ chúng đổi màu khi kích động. Màu trên người chúng biến thiên đa dạng, từ đen đến vàng mù tạt, nhưng thường có màu xanh ôliu lúc còn non và màu ôliu sậm lớn lên. Mặt bụng có màu sáng.

## Phân bố và môi trường sống
Chúng sống khắp New Guinea, từ Misool đến đảo Fergusson. Địa điểm lấy mẫu chuẩn là "Ramoi Nova Guinea austro-occidentiali" (Ramoi, gần Sorong, Irian Jaya, Indonesia).

## Hành vi
Đây là bò sát sống về đêm. Dù có kích thức và sức mạnh đáng kể, chúng không hung hăng và thường không cắn cả khi con người chạm vào.

## Ăn uống
A. papuana hay ăn động vật có vú nhỏ, song cũng ăn những loài rắn khác.